# 疣躄魚
疣躄魚，為輻鰭魚綱鮟鱇目躄魚亞目臂鈎躄魚科的其中一種，為溫帶海水魚，分布於東印度洋區的澳洲南部海域，體長可達9.3公分，棲息在近海，生活習性不明。